# Falafel
Pour les nouilles ashkénazes, voir farfel.
Les falafels (en arabe : فلافل / falāfil ; en hébreu : פלאפל ; en araméen :  ܦܠܐܦܠ ; en copte : ⲫⲁⲗⲁⲫⲉⲗ) ou ta‘miyya (en arabe  : طعمية) sont une spécialité culinaire levantine très répandue au Proche-Orient, constituée de boulettes de pois chiches ou de fèves broyés et mélangés à diverses épices, frites dans l'huile. Depuis quelques années[Quand ?], on retrouve cette spécialité également dans les pays européens et occidentaux.

## Origine
Ce mets provient du Moyen-Orient. Son origine exacte fait l'objet de controverses.
Le mot falafel pourrait venir du terme mlaff, signifiant « emballé », car on le mange souvent en sandwich (voir infra). Il est également possible que ce mot provienne du terme arabe felfel, signifiant « piment ».
Le falafel provient probablement de l'Égypte,, et les premières références écrites aux falafels provenant de sources égyptiennes datent du XIXe siècle.

## Consommation

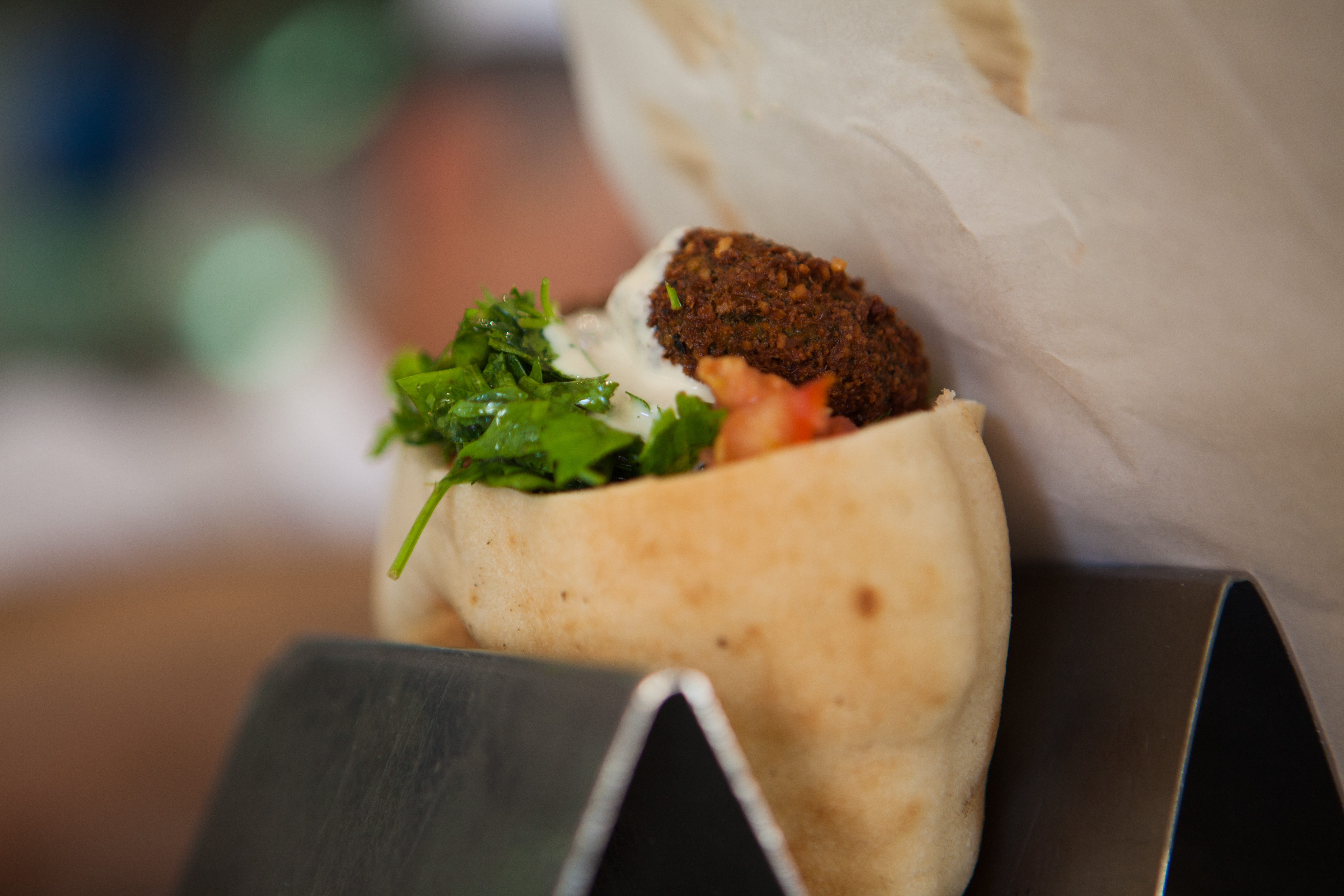
Pita avec falafels et crudités.

Les falafels sont très populaires dans les pays du Moyen-Orient. Ils composent des plats typiques qu'on peut trouver habituellement au Liban, en Israël, en Égypte, en Turquie, en Jordanie, en Palestine, en Syrie, en Irak ou encore en Iran.
Les falafels consommés dans un sandwich pain pita avec des condiments apparaissent principalement dans la communauté yéménite et sont ensuite popularisés en tant que cuisine de rue dans les années 1950 en Israël, par des juifs du Yémen.
De nos jours, ils sont plus souvent consommés dans un sandwich et dans un pain de type pita, accompagnés de crudités ou de tarator (طرطور / ṭaraṭūr en arabe ; طراطور / ṭarāṭūr en Égypte et en Syrie).
Les Israéliens ont également lancé, il y a quelques années, la mode de ce sandwich végétarien dans les quartiers branchés de New York, qu'on retrouve aujourd'hui dans de nombreuses grandes villes européennes et occidentales.
En Égypte, où ils sont appelés ta‘amiyya, certains falafels sont composés de fèves et non de pois chiches et peuvent être consommés dès le petit déjeuner.